# Градоначелник
Градоначелник је политичар који руководи градом као јединицом локалне самоуправе. Широм света, дужност градоначелника, али и начин на који може бити изабран могу бити различити у зависности од локалних закона и обичаја.
У многим земљама, градоначелник је највиши званичник у општинској власти као што је град или варош. Широм света, постоје велике разлике у локалним законима и обичајима у погледу овлашћења и одговорности градоначелника, као и начина на који се градоначелник бира или на други начин овлашћује. У зависности од изабраног система, градоначелник може бити главни извршни службеник општинске владе, може једноставно да председава вишечланим управним телом са мало или нимало независних овлашћења, или може играти искључиво церемонијалну улогу. Дужности и одговорности градоначелника могу бити да именује и надгледа општинске менаџере и запослене, пружа основне владине услуге за конституисање и извршавање закона и уредби које доноси општински управни орган (или је овлашћен од државног, територијалног или националног органа управљања). Опције за избор градоначелника укључују директне изборе од стране јавности или селецкцију изабраног управног савета или одбора.

## Историја

### Велика Британија
У модерној Енглеској и Велсу, положај градоначелника потиче од феудалног судског извршитеља или управника (погледајте општину). Главни судија Лондона носио је титулу портрива знатно више од једног века након Норманског освајања. Овај званичник је био биран народним избором, што је била привилегија коју је обезбедио краљ Јован. До почетка 12. века, титула портрива уступила је место оној градоначелника као ознака главног официра Лондона, а око 1190. уследила је титула Винчестера. Друге општине су касније усвојиле ту титулу.
У 19. веку, у Уједињеном Краљевству, Закон о општинским корпорацијама из 1882, одељак 15, регулисао је избор градоначелника. Градоначелник је требало да буде способна особа коју је 9. новембра сваке године бирало општинско веће из реда градских већника или одборника или особа које су за то квалификоване. Мандат му је био годину дана, али је имао право на поновни избор. Он је могао да именује заменика да делује за време болести или одсуства, а такав заменик је морао бити градски већник или одборник. Градоначелник који је био одсутан из општине више од два месеца је дисквалификован и морао је да напусти своју канцеларију. Градоначелник је по службеној дужности био мировни судија у општини током своје године и следеће године. Добијао је такву накнаду какву је савет сматрао разумном. Ове одредбе су сада укинуте.
У средњевековном Велсу, закони Хавел Да су кодификовали градоначелника (латински: maior; велшки: maer) као положај на краљевским дворовима који је био задужен за управљање кметовима краљевих земаља. Да би одржао своју зависност и лојалност према Круни, положај је био забрањен за вође кланских група. Засебан градоначелник, познат као „градоначелник крављег измета“ (maer biswail), био је задужен за надгледање краљевске стоке. Постојале су сличне канцеларије на шкотским и ирским судовима.
Функција градоначелника у већини модерних енглеских и велшких општина и градова у 20. веку није подразумевала никакве важне административне дужности и генерално се сматрала почасти која се додељује за локалне изузетне заслуге, дугу службу у већу или за претходне службе. Од градоначелника се очекивало да посвети већи део његовог (или њеног) времена грађанским, церемонијалним и репрезентативним функцијама и да председава састанцима за унапређење јавног благостања. Његове или њене административне дужности биле су да делује као службеник за повратак на парламентарним изборима и као председавајући састанцима савета.
Међутим, од реформи које су уведене 2000. године, петнаест енглеских локалних власти директно је бирало градоначелнике који комбинују „грађанску“ улогу градоначелника са оном лидера савета и имају знатно већа овлашћења од било којег другог. Начелник градског већа је званично познат као „градоначелник“ (иако се у народном језику реч град често изостављала). Особа је позната као „градоначелник“ без обзира на пол; партнер градоначелника је понекад познат као „градоначелница“. Градоначелници се не именују у окружна већа која немају статус општине. Њихово место заузима председник већа, који обавља потпуно исте функције и који је, попут градоначелника, грађански поглавар дотичног округа.

### Континентална Европа
Првобитни франачки градоначелници или мажордоми били су – попут велшких meiri – господари који су заповедали краљевим земљама око меровиншких дворова у Аустразији, Бургундији и Неустрији. Градоначелништво Париза је на крају постало наследно у Пипинидима, који су касније успоставили династију Каролинга.
У модерној Француској, од Револуције, градоначелника (maire) и одређени број градоначелникских помоћника (adjoints au maire) бира општинско веће из своих редова. Већина административних послова је остављена у њиховим рукама, а састанци целог већа су релативно ретки. Модел је копиран широм Европе међу британским градоначелницима, италијанским синдакосима, већини бургомастера немачких држава и португалским председницима општинских већа.

#### Скандинавија
У Данској све општине води политички званичник зван боргместер, 'градоначелник'. Међутим, градоначелник Копенхагена се назива overborgmester 'лорд градоначелник'. У том граду други градоначелници, borgmestre (множина), подређени су лорду градоначелнику са различитим обавезама, као министри премијеру. У другим општинама у Данској постоји само један градоначелник.
У Норвешкој и Шведској градоначелничка титула  borgermester/borgmästare је сада укинута. Норвешка ју је укинула 1937. као титулу неполитичког највишег менаџера (градских) општина и заменила је титулом rådmann („старешина“ или „магистрат“), која је и данас у употреби када се говори о највишим менаџерима општина Норвешке. Највиши изабрани званичник норвешких општина, с друге стране, има титулу ordfører, што заправо значи „носац речи“, односно „председавајући“ или „председник“, што је еквивалент шведској речи ordförande.
У Шведској borgmästare је била титула вишег судије градских судова, оних који су се звали rådhusrätt, дословно 'градски суд', што је донекле еквивалент енглеском суду за прекршаје. Ови судови су укинути 1971. До 1965. године, ове градоначелничке судије су по историјским основама обављале и административне функције у одбору за прекршаје, на шведском колегијално познато као magistrat. До 1965. постојали су и градоначелници општина (kommunalborgmästare), који су имали ове неполитичке административне улоге у мањим градовима без суда за прекршаје или magistrat. Ова канцеларија је била изум 20. века пошто су мањи градови у Шведској током прве половине 20. века накнадно изгубили своје судове и магистрате.
У 16. веку у Шведској, краљ Густав Васа је значајно централизовао власт и директно именовао градоначелнике. Године 1693. краљ Карл XI прихватио је компромис након више деценија поновљених петиција са имања Буржеса против именовања краљевског градоначелника. Компромис је био да грађани у граду могу нормално да именују градоначелника под надзором локалног гувернера. Кандидат је тада требало да буде представљен и именован од краља, али је краљ могао директно да именује градоначелнике у изузетним случајевима. Ово је кодификовано у Владином инструменту из 1720. и 8. јула исте године Риксрадет („Веће царства“) је одлучило, након петиције поменутог имања, да само град може представити кандидате, а не краљ или било ко други. Тако је надзор локалног гувернера и непосредно именованих градоначелника од стране краља престао након 1720. године (тзв. доба слободе). Дана 16. октобра 1723. године, након петиције, одлучено је да град представи три кандидата, од којих је краљ (или Веће царства) именовао једног. Ово се од тада задржало као правило у свим каснијим уредбама, а такође је задржано као традиција у Владином инструменту из 1809. до 1965. године.

#### Шпанија
Канцеларија Алкалде је еволуирала током Реконквисте како су нове земље насељавале све веће краљевине Леон и Кастиља. Како су утврђена насеља у области између река Дуеро и Тахо постала прави урбани центри, добила су, од својих феудалаца или краљева Леона и Кастиље, право да имају савете. Међу правима која су ова већа имала било је да бирају општинског судију (iudex на латинском и juez на шпанском). Овим судијама су у њиховој дужности помагали различити помоћници судија, звани alcaldes, чији је број зависио од броја парохија које је град имао. Назив alcalde је позајмљен из арапског al-qaḍi (قاضي), што значи 'судија'.
Реч alcalde првобитно се користила за једноставне судије, као на андалузијском арапском. Тек касније је то примењено na председавајућi општинскi магистрат. Ова рана употреба наставила је да се одражава у другим употребама, као што су alcaldes del crimen, судије у аудиенцијама; Alcaldes de la Casa y Corte de Su Majestad, који је формирао највиши трибунал у Кастиљи, а такође је управљао краљевским судом; alcaldes mayores, синоним за corregidor; и alcaldes de barrio, који су отприлике били еквивалент британским парохијским полицајцима. Због тога се општински alcalde често називао alcalde ordinario.

## Градоначелници по државама

### Аустралија
У аустралијским саветима, градоначелник је генерално члан већа који делује као церемонијална фигура на званичним функцијама, и који има овлашћења савета између састанака. Одлуке градоначелника донете између састанака подлежу савету и могу се потврдити или укинути ако је потребно. Градоначелници у Аустралији могу бити бирани директно путем гласања за функцију градоначелника на изборима за локалну самоуправу, или алтернативно могу бити бирани унутар већа на састанку.

### Бразил
Свака општина у Бразилу бира градоначелника (португалски: prefeito/prefeita) и заменика градоначелника (португалски: vice-prefeito/vice-prefeita) на четворогодишњи мандат, који обавља функцију извршног службеника у градском већу (португалски: Câmara Municipal) који функционише са законодавним овлашћењима. Градоначелник може бити поново биран и управља градом два узастопна мандата.
Избори за градоначелнике у Бразилу одвијају се на два различита начина: у општинама са више од 200.000 становника, гласање се одвија по систему у два круга, попут председничких и губернаторских избора. У општинама са мање од 200.000 становника, гласање се одвија по релативном већинском систему (са само једним кругом).